# Sangarios (mythologie)
Sangarios (en grec ancien : Σαγγάριος) est une divinité fluviale de la mythologie grecque représentant le fleuve Sakarya, éponyme, situé en Phrygie, Asie Mineure, actuelle Turquie.
Sangarios, comme la majorité des divinités fluviales, est le fils d'Océan et Thétis (et est ainsi le frère des Oceánides). Quelques auteurs le considèrent comme le père d'Hécube,, avec sa femme Métope. Il est aussi le père de Nana et donc le grand-père d'Attis, et le père de la nymphe Nicée qu'il eut avec Cybèle. On dit que la rivière Sakarya elle-même tire son nom d'un Sangas, qui avait offensé Rhéa et a été punie par celle-ci en étant changée en eau.